# Derek Parkin
Derek Parkin (Newcastle upon Tyne, Reino Unido; 2 de enero de 1948) es un exfutbolista británico.

## Trayectoria
Parkin debutó en la Football League el 7 de noviembre de 1964 para el Huddersfield Town contra Bury, cuando solo tenía 16 años. En febrero de 1968, se convirtió en el lateral más caro de Gran Bretaña al unirse al Wolverhampton Wanderers de la First Division por £80,000. Hizo su debut en el club el 24 de febrero de 1968 contra el Newcastle United.
Durante más de 14 años en Molineux, estableció un récord de apariciones con 609, incluyendo 501 partidos de liga, también un récord del club. Jugó 50 o más partidos competitivos en una temporada para Wolverhampton Wanderers al menos cinco veces, otro récord. En las temporadas 1968-69 y 1969-70, participó en todos los partidos de liga y copa jugados por el club. Su larga carrera lo llevó a recibir un partido testimonial en 1979 y a ser uno de los primeros incluidos en el Salón de la Fama del club. Participó en dos finales de la Copa Wembley, obteniendo una medalla de ganador cada vez, ya que Wolves ganó la Copa de la Liga en 1974 y 1980, y también obtuvo una medalla de campeonato de la EFL Championship en 1976-77.
Parkin concluyó su período de 15 temporadas en Wolverhampton Wanderers al unirse al Stoke City en una transferencia gratuita en marzo de 1982. Jugó diez partidos para Stoke en 1981-82 y participó en 35 partidos en 1982-83 antes de retirarse del fútbol. Después de que su carrera futbolística terminara en mayo de 1983, se dedicó a la jardinería paisajística. También ha estado involucrado en obras benéficas en Wolverhampton.

## Selección nacional
Tuvo cinco participaciones con la selección sub-23 de Inglaterra entre 1969 y 1971. Fue convocado a la selección absoluta en 1971 para un partido clasificatorio para la Eurocopa en Malta, pero no jugó en el encuentro.

## Estadísticas
| Club                               | Temporada     | Liga             | Liga     | Liga  | FA Cup   | FA Cup | Copa de la Liga | Copa de la Liga | Otros    | Otros | Total    | Total |
| Club                               | Temporada     | División         | Partidos | Goles | Partidos | Goles  | Partidos        | Goles           | Partidos | Goles | Partidos | Goles |
| ---------------------------------- | ------------- | ---------------- | -------- | ----- | -------- | ------ | --------------- | --------------- | -------- | ----- | -------- | ----- |
| Huddersfield Town Inglaterra       | 1964–65       | EFL Championship | 1        | 0     | 0        | 0      | 0               | 0               | 0        | 0     | 1        | 0     |
| Huddersfield Town Inglaterra       | 1965–66       | EFL Championship | 33       | 1     | 1        | 0      | 0               | 0               | 0        | 0     | 34       | 1     |
| Huddersfield Town Inglaterra       | 1966–67       | EFL Championship | 27       | 0     | 1        | 0      | 7               | 0               | 0        | 0     | 35       | 0     |
| Huddersfield Town Inglaterra       | Total club    | Total club       | 61       | 1     | 2        | 0      | 7               | 0               | 0        | 0     | 70       | 1     |
| Wolverhampton Wanderers Inglaterra | 1967–68       | First Division   | 15       | 1     | 0        | 0      | 0               | 0               | 0        | 0     | 15       | 1     |
| Wolverhampton Wanderers Inglaterra | 1968–69       | First Division   | 42       | 0     | 2        | 0      | 3               | 0               | 0        | 0     | 47       | 0     |
| Wolverhampton Wanderers Inglaterra | 1969–70       | First Division   | 42       | 1     | 1        | 0      | 3               | 0               | 4        | 0     | 50       | 1     |
| Wolverhampton Wanderers Inglaterra | 1970–71       | First Division   | 39       | 0     | 2        | 0      | 1               | 0               | 7        | 1     | 49       | 1     |
| Wolverhampton Wanderers Inglaterra | 1971–72       | First Division   | 32       | 2     | 2        | 0      | 1               | 1               | 7        | 0     | 42       | 3     |
| Wolverhampton Wanderers Inglaterra | 1972–73       | First Division   | 18       | 0     | 4        | 0      | 0               | 0               | 1        | 0     | 23       | 0     |
| Wolverhampton Wanderers Inglaterra | 1973–74       | First Division   | 39       | 0     | 2        | 0      | 6               | 0               | 4        | 0     | 51       | 0     |
| Wolverhampton Wanderers Inglaterra | 1974–75       | First Division   | 41       | 2     | 1        | 0      | 1               | 0               | 2        | 0     | 45       | 2     |
| Wolverhampton Wanderers Inglaterra | 1975–76       | First Division   | 30       | 0     | 6        | 0      | 3               | 0               | 0        | 0     | 39       | 0     |
| Wolverhampton Wanderers Inglaterra | 1976–77       | EFL Championship | 42       | 0     | 5        | 0      | 1               | 1               | 0        | 0     | 48       | 0     |
| Wolverhampton Wanderers Inglaterra | 1977–78       | First Division   | 38       | 0     | 3        | 0      | 1               | 0               | 0        | 0     | 42       | 0     |
| Wolverhampton Wanderers Inglaterra | 1978–79       | First Division   | 42       | 0     | 7        | 0      | 1               | 0               | 0        | 0     | 50       | 0     |
| Wolverhampton Wanderers Inglaterra | 1979–80       | First Division   | 40       | 0     | 3        | 0      | 11              | 0               | 0        | 0     | 54       | 0     |
| Wolverhampton Wanderers Inglaterra | 1980–81       | First Division   | 20       | 0     | 7        | 1      | 1               | 0               | 2        | 0     | 30       | 1     |
| Wolverhampton Wanderers Inglaterra | 1981–82       | First Division   | 21       | 0     | 1        | 0      | 2               | 0               | 0        | 0     | 24       | 0     |
| Wolverhampton Wanderers Inglaterra | Total club    | Total club       | 501      | 6     | 46       | 1      | 35              | 2               | 27       | 1     | 609      | 10    |
| Stoke City Inglaterra              | 1981–82       | First Division   | 10       | 0     | 0        | 0      | 0               | 0               | 0        | 0     | 10       | 0     |
| Stoke City Inglaterra              | 1982–83       | First Division   | 30       | 0     | 3        | 0      | 2               | 0               | 0        | 0     | 35       | 0     |
| Stoke City Inglaterra              | Total club    | Total club       | 40       | 0     | 3        | 0      | 2               | 0               | 0        | 0     | 45       | 0     |
| Total carrera                      | Total carrera | Total carrera    | 602      | 7     | 51       | 1      | 44              | 2               | 27       | 1     | 724      | 11    |

## Palmarés
| Título           | Club                    | País       | Año     |
| ---------------- | ----------------------- | ---------- | ------- |
| Copa Texaco      | Wolverhampton Wanderers | Inglaterra | 1970–71 |
| Copa de la Liga  | Wolverhampton Wanderers | Inglaterra | 1973-74 |
| EFL Championship | Wolverhampton Wanderers | Inglaterra | 1976–77 |
| Copa de la Liga  | Wolverhampton Wanderers | Inglaterra | 1979-80 |